# Gbéléban
Gbéléban è una città e sottoprefettura della Costa d'Avorio appartenente al dipartimento di Gbéléban. Conta una popolazione di 2 569 abitanti (censimento 2014).